# Hermann Scherchen
Hermann Scherchen (21 de juny de 1891 - 12 de juny de 1966) va ser un director d'orquestra alemany, que va ser director principal de l'orquestra de la ciutat de Winterthur des de 1922 fins a 1950. Va promoure la música contemporània, començant per Pierrot Lunaire de Schönberg, seguit per obres de Richard Strauss, Anton Webern, Alban Berg, Edgard Varèse, i més tard Iannis Xenakis, Luigi Nono i Leon Schidlowsky. Generalment dirigia sense utilitzar la batuta.

## Biografia
Scherchen va néixer a Berlín. Originalment violista, va tocar entre les violes de l'⁣Orquestra Bluthner de Berlín quan encara era adolescent. Va dirigir a Riga del 1914 al 1916 i a Königsberg del 1928 al 1933. Després d'això, va abandonar Alemanya en protesta pel nou règim nazi i va treballar a Suïssa. Juntament amb el filantrop Werner Reinhart, va tenir un paper destacat en la configuració de la vida musical de Winterthur durant molts anys, amb nombroses estrenes, posant l'èmfasi en la música contemporània. De 1922 a 1950, va ser el director principal de l'orquestra de la ciutat de Winterthur (avui coneguda com a Orchestre Musikkollegium Winterthur).
Debutant amb Pierrot Lunaire de Schönberg, va ser un campió de compositors del segle XX com Richard Strauss, Anton Webern, Alban Berg i Edgard Varèse, i va promoure activament l'obra de compositors contemporanis més joves com Iannis Xenakis, Luigi Nono i Leon Schidlowsky.
Va ser professor de Karel Ančerl, Egisto Macchi, Marc Bélanger, Françoys Bernier, Anna Renfer, Frieda Belinfante i Karl Amadeus Hartmann, i va contribuir al llibret de l'òpera Simplicius Simplicissimus de Hartmann. També va estrenar la primera obra de Hartmann Miserae. El director d'orquestra Francis Travis en va ser alumne, llavors assistent de direcció, durant cinc anys.
És sobretot conegut pel seu arranjament orquestral (i enregistrament) de L'art de la fuga de Bach. El seu "Lehrbuch des Dirigierens" de 1953 (Tractat de direcció, ISBN 3-7957-2780-4) és un llibre de text estàndard. El seu repertori enregistrat era extremadament ampli, des de Vivaldi fins a Reinhold Glière.
Com Vassili Safónov i (en la seva vida posterior) Leopold Stokowski, Scherchen va evitar comunament l'ús d'una batuta. La seva tècnica quan estava en aquest mode de vegades causava problemes als músics; un fagot no identificat de l'Orquestra Simfònica de la BBC va dir al cantant Ian Wallace que interpretar els minúsculs moviments de la mà de Scherchen era com intentar munyir un mosquit volador. Segons Fritz Spiegl, Scherchen va treballar en gran part mitjançant instruccions verbals als seus músics i les seves partitures estaven esquitxades de recordatoris del que havia de dir en cada punt crític de la música.
Tanmateix, Scherchen no sempre va prescindir de la batuta. La pel·lícula del seu assaig de la seva edició de L'art de la fuga de Bach amb la CBC Toronto Chamber Orchestra el mostra fent servir una batuta a tot arreu.

## Família
La primera esposa de Scherchen, que també va ser la seva tercera esposa, va ser Auguste Marie (Gustl) Jansen, amb qui es va casar el 17 de juny de 1921. Després d'un breu matrimoni amb l'actriu Gerda Müller del 1927 al 1929, va tornar amb Gustl Jansen. El 1936, Scherchen es va casar amb la compositora xinesa Xiao Shuxian a Pequín (Beijing). El 1938 van tenir una filla, Tona Scherchen, que també s'ha fet un nom com a compositora. L'última de les seves cinc dones va ser la professora de matemàtiques romanesa de Zuric Pia Andronescu, amb qui va tenir cinc fills: Myriam, David, Esther, Nathan i Alexandra.
Va morir a Florència, sobreviscut per un nombre de fills de cinc esposes i altres dones.
Un dels seus fills va ser Karl Hermann "Wulff" Scherchen. Wulff va coincidir amb Benjamin Britten en dues ocasions, quan tenia tretze anys (gairebé catorze) i quan en tenia vint, moment en què va començar una relació romàntica que va durar quatre anys. John Bridcut descriu els intercanvis apassionats de cartes entre el compositor cada vegada més famós i l'adolescent a Britten's Children. La relació de Wulff amb Britten és també el tema del cicle de cançons de Lyle Chan titulat Serenade for Tenor, Saxophone and Orchestra, basat en les cartes romàntiques intercanviades per la parella.
Fins al 2014, la seva filla, Myriam Scherchen, va codirigir el segell discogràfic Tahra, que va publicar gravacions històriques oficialment autoritzades de directors com Scherchen, Furtwängler, Mengelberg i altres, generalment tretes de fonts d'enregistrament primàries. Tahra va cessar l'activitat després de la mort del coprotagonista del segell, René Trémine.
La germana de Auguste Maria Jansen, Helene (Lene) Jansen, estava casada amb el cartògraf hongarès Alexander Radó, que, sota l'alias de 'Dora', era membre de l'organització de resistència a tot Europa coneguda com la "Rote Kapelle". Quan Radó va ser amenaçat a Suïssa per agents de seguretat alemanys i es va enfrontar a l'expulsió, Hermann Scherchen el va amagar al seu apartament a Ginebra.

## Cita
- "La música no s'ha d'entendre, s'ha d'escoltar". (" Musik muss nicht verstanden werden. Sie muss gehört werden.")[10]